# Világ-Egyetem sorozat
A Világ-Egyetem sorozat a Kulturtrade Kiadó (később Vincze Kiadó) Fitz József-díjjal kitüntetett sorozata volt.
„A nagy sikerű sorozat bepillantást nyújt a bennünket körülvevő világba, s mindenki egyetemének tankönyveiként adja közre a modern tudományok legújabb eredményeit, s az általuk sugallt korszerű világképet.” (Szentágothai János)
A sorozat szerzői világhírű tudósok, a tudományos gondolkodás és annak népszerűsítésének mesterei az egyes tudományágak – többek között biológia, kémia, matematika, genetika, fizika, kozmológia – kutatási eredményeit összegezve a század- és ezredforduló közeledtével arra keresik a választ, hol tart ma a tudomány?

## A sorozat kötetei (ISSN1218-4500)
- Paul Davies: Az utolsó három perc (1994, ISBN 963 7826 44 0)
- Richard Leakey: Az emberiség eredete (1995, ISBN 963 7826 46 7)
- Paul Davies: Isten gondolatai (Egy racionális világ tudományos magyarázata) (1996, ISBN 963 7826 88 2)
- Richard Dawkins: Folyam az Édenkertből (Darwinista elmélkedések az életről) (1996, ISBN 963 7826 89 0)
- Paul Davies: Egyedül vagyunk a világegyetemben? (A földön kívüli élet felfedezésének filozófiai következményei) (1996, ISBN 963 7826 94 7)
- P. W. Atkins: A Periódusos Birodalom (Utazás a kémiai elemek földjére) (1996, ISBN 963 7826 95 5)
- Daniel C. Dennett: Micsoda elmék (A tudatosság megértése felé) (1996, ISBN 963 7826 98 X)
- William H. Calvin: A gondolkodó agy (Az intelligencia fejlődéstörténete) (1997, ISBN 963 7826 998)
- Stephen Schneider: A nagy földi laboratórium (Kísérlet, melyben bolygónk a tét) (1997, ISBN 963 9069 06 X)
- George Christopher Williams: A pónihal lámpása (Terv és cél a természetben) (1997, ISBN 963 9069 07 8)
- Ian Stewart: A természet számai (A matematikai képzelet irreális realitása) (1997, ISBN 963 9069 12 4)
- John D. Barrow: A Világegyetem születése (1997, ISBN 963 9069 13 2)
- John D. Barrow: A művészi Világegyetem (1998, ISBN 963 9069 17 5)
- Jared Diamond: Miért élvezet a szex? (Az emberi szexualitás evolúciója) (1997, ISBN 963 9069 51 5)
- Susan A. Greenfield: Utazás az agy körül (1998, ISBN 963 9069 65 5)
- Daniel Hillis: Üzenet a kövön (Hogyan működik a számítógép?) (1999, ISBN 963 9192 27 9)
- Robert A. Weinberg: Ha egy sejt megkergül (Hogyan alakul ki a rák?) (2000, ISBN 963 9192 35 X)
- Lynn Margulis: Az együttélés bolygója (Az evolúció új megközelítése) (2000, ISBN 963 9192 52 X)
- Martin Rees: Csak hat szám (Az univerzumot alakító erők) (2001, 963 9192 97 X)
- Stewart Brand: Amíg világ a világ (Idő és felelősség – A hosszú most órája) (2001,ISBN 963 9323 26 0)

## Külső link
- A sorozat a kiadó honlapján